# Horní Kanada
Horní Kanada (anglicky Upper Canada, francouzsky Haut-Canada) byla britská kolonie oficiálně existující v letech 1791–1841 na území dnešního jižního Ontaria. Během britsko-americké války (1812–1815) se ji několikráte pokusili získat Američané, ale jejich snaha byla neúspěšná jak pro obecně nízkou úroveň amerického důstojnického sboru a americké milice, tak pro nepřízeň drtivé většiny místního obyvatelstva.